# کارستن هوک
کارستن هوک (آلمانی: Karsten Huck؛ زادهٔ ۱۳ نوامبر ۱۹۴۵) سوارکار اهل آلمان بود.
وی در مسابقات کشوری و بین‌المللی در مجموع برندهٔ ۱ مدال نقره، ۱ مدال برنز شده‌است.